# Jorge A. Fraga
Jorge Alberto Fraga (Buenos Aires, 22 de abril de 1922 - Ibidem, 3 de diciembre de 2009) fue un militar y docente argentino, que se desempeñó como ministro de Bienestar Social durante el Gobierno de facto de Jorge Rafael Videla. Perteneció a la Armada Argentina y alcanzó la jerarquía de contraalmirante.

## Carrera militar
Egresó de la Escuela Naval Militar en 1942. Desempeñó diversos cargos en la jerarquía de la Armada, jefe de la Base Naval Puerto Belgrano, jefe de Operaciones del Estado Mayor General de la Armada y director de la Escuela Antisubmarina. Fue profesor de Geopolítica en las instituciones de aquella fuerza.
Pidió su retiro en 1974 y, ya estando retirado, fue designado ministro por Jorge Rafael Videla en reemplazo de Julio Bardi en 1978. Integró la Entidad Binacional Yacyretá y se dedicó a la docencia en Geopolítica, en instituciones como la Universidad Católica Argentina. Fue miembro de la Academia Nacional de Geografía.

## Publicaciones
- La Argentina y el Atlántico Sur
- Las Islas Malvinas: síntesis del problema (1992)[5]
- La Antártida: reserva ecológica, Instituto de Publicaciones Navales